# Miklavž na Dravskem Polju

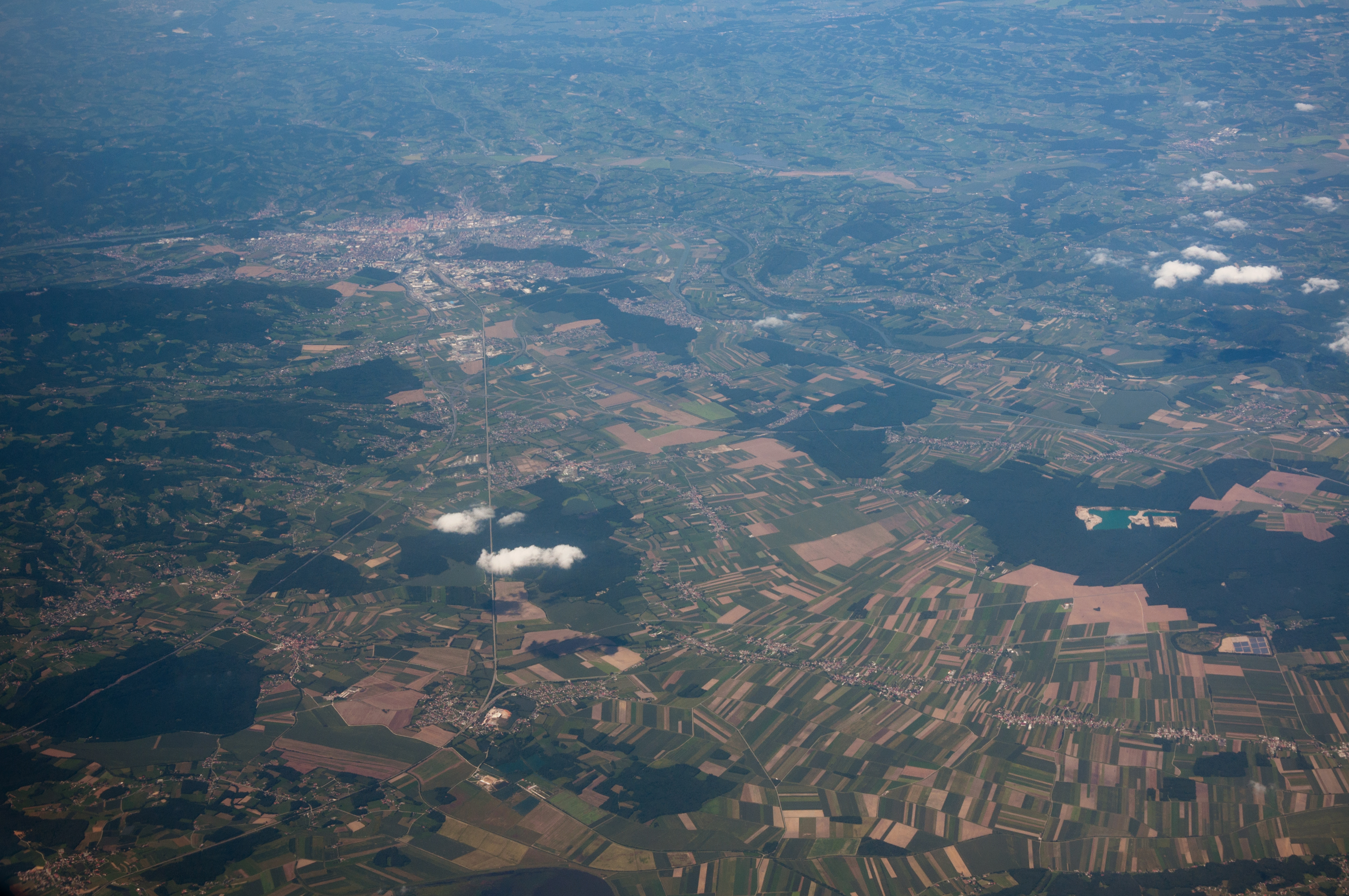
Luftaufnahme vom Draufeld (Dravsko polje). Miklavž liegt knapp südöstlich von Maribor (dichte Bebauung im linken oberen Bildviertel).

Die Ortschaft Miklavž na Dravskem Polju (deutsch (historisch): Sankt Nikolai) ist Hauptort und Verwaltungssitz der  Gemeinde Miklavž na Dravskem Polju in der historischen Landschaft Spodnja Štajerska (Untersteiermark), Region Podravska, in Slowenien.

## Lage
Miklavž na Dravskem Polju gehört zu den flächenmäßig kleineren Gemeinden in Slowenien. Sie liegt etwa 7 km südöstlich von Maribor (Luftlinie) an der Straße nach Ptuj auf 259 m. ü. A. und befinden sich in der nördlichen Ecke des Dravsko polje (Draufeld). Die Kommune ist aufgrund der Nähe zu Maribor eine beliebte Wohngemeinde.
Die Drau fließt nordöstlich am Ort vorbei, durch das Dorf verläuft allerdings der Kanal des Wasserkraftwerkes von Zlatoličje (slow.: Prekop HE Zlatoličje).